# Skalné (Velká Fatra)
Skalné je lesnaté údolí na východní straně slovenského pohoří Velká Fatra. Je orograficky levou větví Revúckého údolí. Údolí Skalné se rozkládá na území Národního parku Velká Fatra.
Protéká jím Skalný potok, který je levostranným přítokem řeky Revúcy, do níž se vlévá na východním konci údolí ve výšce 680 m, asi 1 km západně od obce Liptovská Osada. Na západě klesají do horních partií údolí svahy hory Skalná Alpa (1463 m), která patří do Liptovské větve hlavního hřebene Velké Fatry. Údolím vede silnička a cyklostezka, jež končí pod Skalnou Alpou.